# Megachile itapuae
Megachile itapuae är en biart som beskrevs av Carlos Schrottky 1908. Megachile itapuae ingår i släktet tapetserarbin, och familjen buksamlarbin. Inga underarter finns listade i Catalogue of Life.